# Perama plantaginea
Perama plantaginea är en måreväxtart som först beskrevs av Carl Sigismund Kunth, och fick sitt nu gällande namn av Joseph Dalton Hooker. Perama plantaginea ingår i släktet Perama och familjen måreväxter. Inga underarter finns listade i Catalogue of Life.